# Michel Dévoluy
Pour l’article homonyme, voir Dévoluy.
Michel Dévoluy, né le 15 avril 1947 à Gap, est un économiste et un universitaire français. Il est professeur à l'université de Strasbourg (chaire Jean-Monnet de l'intégration économique européenne). Il est spécialisé en macroéconomie européenne.

## Biographie

### Formation
Michel Dévoluy est docteur en sciences économiques (1979, à l'université de Strasbourg) et en économie (1984, université de Strasbourg, sous la direction de Gilbert Koenig).

### Carrière universitaire
Michel Dévoluy a passé l'essentiel de sa carrière académique à l'université Louis-Pasteur de Strasbourg, au sein de laquelle il a notamment été doyen de la faculté des Sciences économiques et de Gestion, puis à l'université Robert-Schuman (également sise à Strasbourg).  
Il a également enseigné à l'université de Haute-Alsace de Mulhouse, à l'université de Charlottesville en Virginie (aux États-Unis) et à l'université de Chulalongkorn à Bangkok (en Thaïlande).  
Il commence sa carrière universitaire en 1972 en devenant assistant en sciences économiques à l'université Louis-Pasteur de Strasbourg. Il garde ce poste jusqu'en 1981, date à laquelle il devient, jusqu'à septembre 1983, maître de conférences en sciences économiques à l'université Haute-Alsace de Mulhouse. 
En 1983, il retourne à l'université Louis-Pasteur en tant que maître de conférences, ainsi que vice-doyen chargé des relations internationales de la faculté de sciences économiques jusqu'en 1985. En 1985, il devient doyen de la faculté, et ce jusqu'en 1987. Il retrouve sa position de vice-doyen de 1988 à 1992. 
En 1984, 1986 et 1988, il est professeur associé à l'université de Charlottesville en Virginie (États-Unis). 
Il est nommé en octobre 1992 à l'université Robert-Schuman. Il y est professeur en sciences économiques.  
De 1992 à 2000, il est membre du Centre d'études des politiques financières (CEPF) de Sciences Po Strasbourg. D'octobre 1993 à 1999, il dirige le DESS « Politiques publiques en Europe », qu'il a d'ailleurs fondé, de Sciences Po Strasbourg. 
De 1995 à 2000, il est assesseur du doyen de la faculté de droit, sciences économiques et gestion.  
De 1999 à 2007, il est directeur de l'Institut des hautes études européennes (IHEE), ainsi que président de la Commission de spécialistes en sciences économiques, et chargé de mission du président de l'université Robert-Schuman. 
En 1999, il devient professeur associé à l'université de Chulalongkorn, Bangkok (Thaïlande). 
Il est professeur émérite depuis 2012 

### Fonctions administratives et de recherche
Michel Dévoluy est le cofondateur, en 1999, de l'Observatoire des politiques économiques en Europe (OPEE), duquel il est toujours membre. Il dirige d'ailleurs la rédaction du Bulletin d'information qui est régulièrement publié par cette institution.
De 2000 à 2004, il codirige le groupe de recherche interdisciplinaire sur les identités et les constructions européennes (GRICE).
Il fut membre du Beta, une unité de recherche de l'université Louis-Pasteur de Strasbourg associée au CNRS de 1972 à 1992, puis membre associé de 1992 à 2005.

## Thèses et travaux
Les ouvrages de Michel Dévoluy se veulent pédagogiques et synthétiques plutôt qu'analytiques et politiques,, ce qui peut lui valoir à l'occasion des critiques sur un certain manque de profondeur et un déficit d'analyse induisant un engagement économico-politique absent et à un défaut de proposition de solutions et thèses, par exemple de la part du mensuel Alternatives économiques.
Michel Dévoluy est toutefois sollicité de temps à autre par les médias pour quelques analyses, principalement autour de l'évolution macroéconomique en Europe et de la politique économique et monétaire de l'Union européenne. Il publie aussi quelques tribunes et tient un blog hébergé par le site d'actualités Mediapart.
En 2011, alors qu'il s'apprête à publier un ouvrage intitulé L'euro est-il un échec ?, Michel Dévoluy se montre, comme un nombre croissant d'économistes, critique et mitigé vis-à-vis de la monnaie unique européenne. S'il y voit une « réussite technique », il déplore que le traité de Maastricht a trop minimisé l'hétérogénéité des différentes économies européennes, et estime que la suppression, inhérente à l'euro, de la possibilité d'apprécier ou de déprécier la monnaie a privé l'Union européenne d'un important levier politique, peut-être trop sous-estimé, pour faire face à la crise économique de la fin des années 2000. Il estime également que l'imposition de facto du modèle économique allemand, libéral et porté sur la rigueur, dans la conduite de la politique monétaire européenne a porté atteinte au concept de l'État-providence dans certains États européens, handicapant ainsi l'intégration politique européenne, en plus de poser des problèmes économiques et monétaires. Néanmoins, il estime qu'une sortie de l'euro poserait économiquement plus de problèmes que de solutions, et appelle plutôt à l'instauration d'une gouvernance économique européenne claire, voire d'un gouvernement économique européen (à condition de lancer le chantier, controversé, de l'intégration politique).
Michel Dévoluy est membre de l'association les économistes atterrés et de l'Union des fédéralistes européens.
Son dernier ouvrage, L'économie : une science "impossible" - déconstruire pour avancer est disponible, avec accès libre, sur le site :
https://hal.archives-ouvertes.fr/hal-03319703/document

## Publications
- Essai sur la monnaie et le financement dans une économie monétaire, thèse, Éditions de l'université Louis-Pasteur, 1979.
- Recherche sur la nature et le rôle des euro-devises, thèse, Éditions de l'université Louis Pasteur, 1984.
- Théories macroéconomiques. Fondements et controverses, Éditions Masson, 1993. 2e édition augmentée, Armand Colin 1998.
- Monnaie et problèmes financiers, Hachette, 1994.
- L'Europe monétaire. Du système monétaire européen à la monnaie unique, Hachette, 1996. Mise à jour en 1998.
- La Banque centrale européenne, Presses universitaires de France, Que sais-je,  (PUF), 2000.
- Les politiques économiques européennes. Enjeux et défis, dir. Éditions du Seuil, 2004.
- L'Europe économique et sociale - Singularités, doutes et perspectives, dir. avec Gilbert Koenig, Presses universitaires de Strasbourg, 2011.
- L'euro est-il un échec ?, La Documentation française, 2011, 2e édition en 2012.
- Comprendre le débat européen - Petit guide à l'usage des citoyens qui ne croient plus à l'Europe, Éditions-Points, 2014.
- Les politiques économiques européennes, dir. avec Gilbert Koenig, Nouvelle édition, Éditions-Points, 2015.
- Osons enfin les États-Unis d'Europe, Vérone Editions, 2019. Presse fédéraliste, 2022 (version électronique).
- L'économie : une science "impossible" - Déconstruire pour avancer, Vérone Editions, 2019. https://hal.archives-ouvertes.fr/hal-03319703/document